# Agrotis toisca
Agrotis toisca là một loài bướm đêm trong họ Noctuidae.